# Florian Inhauser
Florian Inhauser (* 1968 in Aarau) ist ein Schweizer Journalist. In der Schweiz ist er als Moderator der Hauptausgabe der Tagesschau im Schweizer Fernsehen bekannt. 

## Werdegang
Florian Inhauser maturierte 1989 an der Alten Kantonsschule Aarau. Mit  einem Bericht im Aarauer Generalanzeiger über eine Legoausstellung begann er als 16-Jähriger seine journalistische Laufbahn.
Ab 1990 studierte er Geschichte, Anglistik und Germanistik an der Universität Zürich.
Neben dem Studium arbeitete er als freier Zeitungsjournalist unter anderen bei den Schweizer Tageszeitungen Tages-Anzeiger, Blick und der Neuen Zürcher Zeitung. Zwischen 1998 und 2001 war er Videojournalist und Produzent bei den Schweizer Regionalsendern TeleZüri und Tele24.
Ab 2001 arbeitete er beim MittagsMagazin und ab 2002 bei der Tagesschau des Schweizer Fernsehens. Zwischen 2003 und 2007 berichtete Inhauser als Korrespondent aus Grossbritannien. Seit 2007 moderiert er die Hauptausgabe der Tagesschau.
2012 drehte Florian Inhauser mit dem SRF-Kollegen und London-Korrespondenten Peter Balzli eine Dokumentation zu London.
Als Sonderkorrespondent berichtete er neben seiner Funktion als Tagesschau-Moderator vor allem aus Krisengebieten wie dem Iran, Pakistan, Thailand, Indonesien, Sri Lanka oder Haiti.
Von 2015 bis 2020 präsentierte Inhauser das Auslandmagazin #SRFglobal, das monatlich während 30 Minuten aktuelle Themen der Weltpolitik beleuchtet und dabei Ausland-Korrespondenten sowie Zuschauer-Tweets miteinbezieht. Das Magazin berichtet nicht aus Sicht der Machthaber, sondern aus Sicht der Bevölkerung und Mediennutzer. Die aktuellen Ereignisse werden anschliessend in Debatten in sozialen Netzwerken vertieft.

## Privates
Neben seinem Job als Redaktor, Moderator und Sonderkorrespondent beim Schweizer Fernsehen referiert Inhauser an Veranstaltungen zu Themen wie dem Brexit oder der «Manipulation der Medien durch Fake News und Propaganda».
Florian Inhauser lebt mit seiner Ehefrau, der Tagesschau-Produzentin und Vorgesetzten Katja Stauber, im Kanton Zürich.